# Karl Rebane

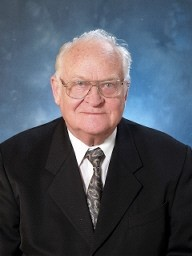
Karl Rebane

Karl Karlowitsch Rebane (russisch Карл Карлович Ребане; * 11. April 1926 in Pernau; † 4. November 2007 in Tartu) war ein estnisch-sowjetischer Festkörperphysiker und Hochschullehrer.

## Leben
Rebane wurde im November 1943 zur Roten Armee eingezogen und kam ab Februar 1944 zum Einsatz im Deutsch-Sowjetischen Krieg. Im November 1944 wurde er durch eine Landminenexplosion am Bein schwer verwundet. Er studierte am Dorpater Polytechnischen Institut (1947–1949) und an der Universität Leningrad (LGU) mit Abschluss 1952. Er war 1948 in die KPdSU eingetreten. 1955 wurde er von der LGU zum Kandidaten der physikalisch-mathematischen Wissenschaften promoviert.
Rebane lehrte ab 1955 an der Universität Tartu. 1956 wurde Rebane Mitarbeiter des Instituts für Physik und Astronomie der Akademie der Wissenschaften der Estnischen Sozialistischen Sowjetrepublik (AN-EstSSR). 1964 wurde er vom Institut für Physik der Akademie der Wissenschaften der Weißrussischen Sozialistischen Sowjetrepublik zum Doktor der physikalisch-mathematischen Wissenschaften promoviert. 1968 wurde er zum Professor ernannt.
Rebane wurde Akademie-Sekretär der Abteilung für Physik-Technik und Mathematik (1964), Vollmitglied (1967), Vizepräsident (1968) und als Nachfolger Arnold Veimers Präsident (1973) der AN-EstSSR. 1976 wurde Rebane zum Korrespondierenden Mitglied der Akademie der Wissenschaften der UdSSR (AN-SSSR, seit 1991 Russische Akademie der Wissenschaften (RAN)) gewählt. 1987 wurde er Vollmitglied der AN-SSSR. 1974–1989 war er Abgeordneter der EstSSR des Nationalitätensowjets des Obersten Sowjets der UdSSR. 1990 schied Rebane aus dem Amt des Präsidenten der nun Estnischen Akademie der Wissenschaften. Sein Nachfolger wurde Arno Köörna.
Rebanes Forschungsgebiet war die Festkörperphysik, wobei die Spektroskopie der Kristalle im Mittelpunkt stand. Er trug wesentlich zur Theorie der optischen Spektren der Kristalle mit Störstellen bei. In seinen theoretischen Arbeiten untersuchte er dynamische Prozesse in angeregten Kristallen und insbesondere Phänomene der Lumineszenz. Er schlug den Einbau einfacher Molekülionen in Kristallgitter vor als Sonden für die Messung der Wechselwirkungseffekte von Störstellen und Gitter und untersuchte die Spektren von Festkörpern mit eingebauten Chlorophyllmolekülen. Er initiierte und organisierte internationale Tagungen, insbesondere vier sowjetisch-US-amerikanische Symposien zur Optik (1975–1990). 1993 wurde er Ehrenmitglied des Joffe-Instituts.
Rebane war verheiratet und hatte zwei Kinder Ina und Alexander. Rebane hatte drei Brüder Jaan, Toomas und Jüri. Toomas Rebane (1930–2012) war Theoretischer Physiker an der LGU.

## Ehrungen, Preise
- Leninorden (1965, 1986)
- Orden des Roten Banners der Arbeit (1976)
- Lebedew-Goldmedaille der AN-SSSR (1981)[4]
- Orden des Vaterländischen Krieges I. Klasse (1985)
- Held der sozialistischen Arbeit (1986)[2]
- Orden der Freundschaft (2000)[6]
- Wawilow-Preis der Wissenschaftlichen Gesellschaft Snanije
- Orden des weißen Sterns III. Klasse (2006)